# Phill Lewis

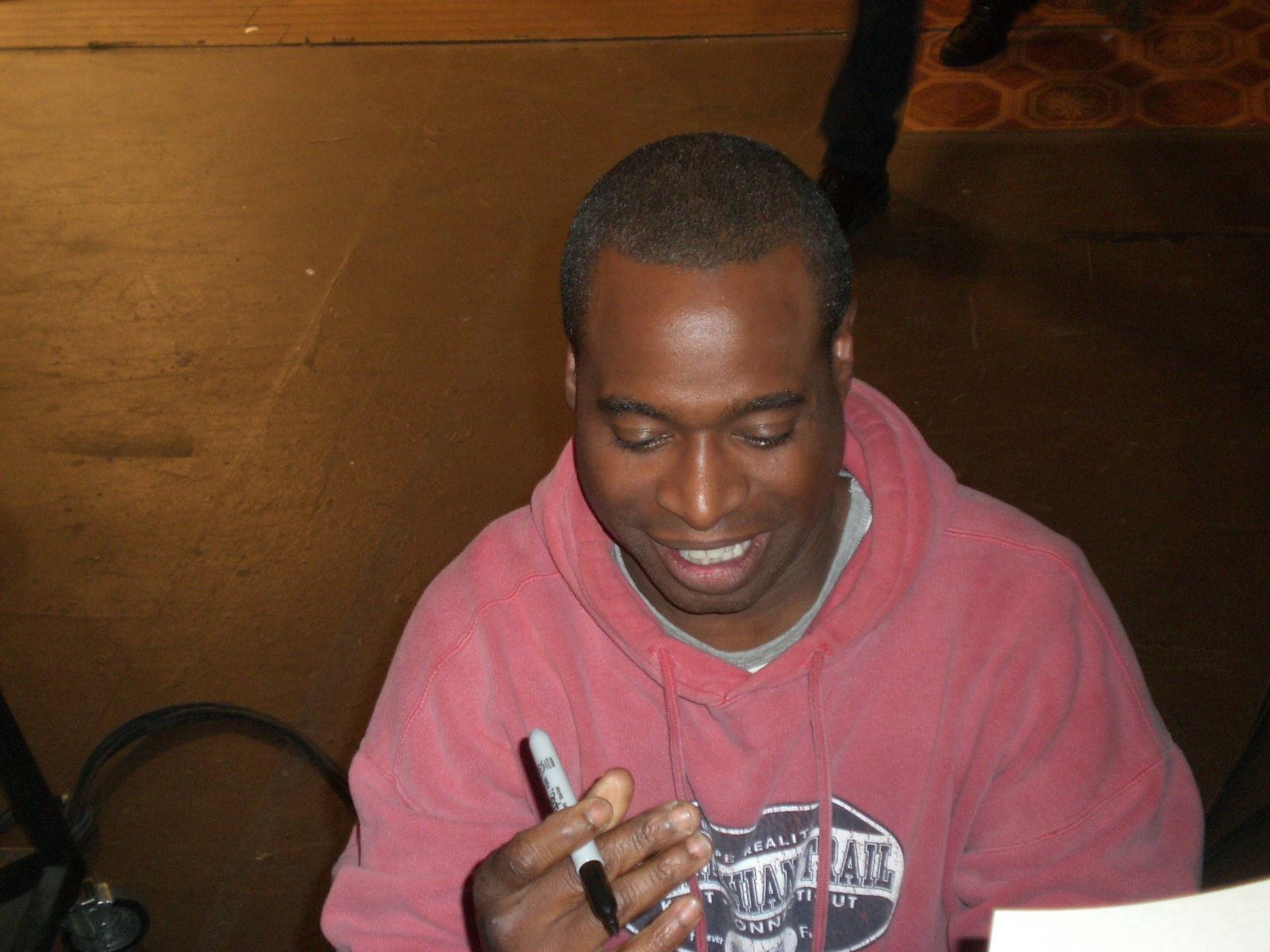
Phill Lewis bei einer Autogrammstunde

Phill Lewis (* 4. September 1968 in Arua, Uganda) ist ein US-amerikanischer Schauspieler und Regisseur, der vor allem durch seine Rolle des Mr. Moseby in der Disney-Serie Hotel Zack & Cody bekannt wurde.

## Leben
Lewis war Moderator der Disney Channel Games 2007. Internationale Bekanntheit erlangte er von 2005 bis 2007 in der US-amerikanischen Sitcom Hotel Zack & Cody in der Rolle des Marion Moseby. Auch in der Spin-off Serie Zack & Cody an Bord, von 2008 bis 2011, hatte er diese Rolle inne.
Außerdem hatte er einige Auftritte in der Serie Friends und er war fünfmal als Hooch in der Krankenhaus-Comedy-Serie Scrubs – Die Anfänger zu sehen. Lewis hatte außerdem drei Gastauftritte in der US-amerikanischen Sitcom Lizzie McGuire sowie in der Comedy-Serie Dharma und Greg.

### Kontroversen
Im Dezember 1991 wurde Lewis verhaftet, nachdem er mit seinem Auto eine 21-Jährige in Maryland tödlich erfasste. Medizinische Untersuchungen ergaben, dass sein Alkoholwert im Blut den legalen Wert um das Dreifache überschritt. Daraufhin wurde er des Totschlags und dem Fahren unter Alkoholeinfluss zu einer fünfjährigen Gefängnisstrafe schuldig gesprochen. Später wurde die Strafe auf ein Jahr Gefängnis, zwei Jahre Bewährungsstrafe und 350 Sozialstunden revidiert.

## Filmografie (Auswahl)

### Filme und Serien
- 1989: The Woman of Brewster Place
- 1989: Heathers
- 1989: Die Uni meiner Träume (How I Got Into College)
- 1991: Brother Future
- 1991: Tagteam
- 1991: Clippers
- 1991: City Slickers – Die Großstadt-Helden
- 1991: Teech
- 1992: Die Asse der stählernen Adler / Stählerner Adler III - Das Ass der Asse (Aces: Iron Eagle III)
- 1994: Hardball
- 1995: Once Upon a Time… When We Were Colored
- 1995–1998: The Wayans Bros. (18 Folgen)
- 1996: Museum of Love
- 2000: It's a Shame About Ray
- 2000: $pent
- 2001–2006: Yes, Dear (10 Folgen)
- 2002: Hilfe, ich habe ein Date! (The Third Wheel)
- 2002: I Spy
- 2004: Greener Mountains
- 2004: Elvis Has Left the Building
- 2005: Fußballfieber – Elfmeter für Daddy (Kicking and Screaming)
- 2005–2007: Hotel Zack & Cody (The Suite Life of Zack & Cody)
- 2008: Pretty Ugly People
- 2008–2011: Zack & Cody an Bord (The Suite Life on Deck)
- 2008: Piratenwelt-On TV
- 2009: Die Entführung meines Vaters (Dadnapped)
- 2011: Zack & Cody – Der Film (The Suite Life Movie)
- 2014: Wish I Was Here

### Gastauftritte
- 1986: Polizeirevier Hill Street (Hill Street Blues) (1 Folge)
- 1986: 227 (1 Folge)
- 1987: Der Mann vom anderen Stern (Starman) (1 Folge)
- 1987: Junge Schicksale (ABC Afterschool Specials) (1 Folge)
- 1987: Amen (1 Folge)
- 1987: Frank's Place (2 Folgen)
- 1987–1988: The Bronx Zoo (2 Folgen)
- 1989: TV 101 (1 Folge)
- 1989: CBS Schoolbreak Special (1 Folge)
- 1988–1989: College Fieber (A Different World) (4 Folgen)
- 1990: Charles in Charge (1 Folge)
- 1994: Living Single (1 Folge)
- 1995–1998: Sister, Sister (3 Folge)
- 1996: Eine schrecklich nette Familie (Married with Children) (1 Folge)
- 1997: Ein Witzbold namens Carey (The Drew Carey Show) (1 Folge)
- 1997–1998: Sparks & Sparks (Sparks) (3 Folgen)
- 1998: Die lieben Kollegen (Working) (1 Folge)
- 1998: Buffy – Im Bann der Dämonen (Buffy the Vampire Slayer) (1 Folge)
- 1999: Party of Five (Party Of Five) (1 Folge)
- 1999: Verrückt nach dir (Mad About You) (1 Folge)
- 1999: Pretender (The Pretender) (1 Folge)
- 1999: Bowfingers große Nummer (Bowfinger)
- 1999: Pacific Blue – Die Strandpolizei (Pacific Blue) (1 Folge)
- 1999: Chicago Hope – Endstation Hoffnung bzw. Chicago Hope – Ärzte kämpfen um Leben (Chicago Hope) (2 Folgen)
- 2000: Good Vibrations – Sex vom anderen Stern bzw. Von welchem Planeten kommst du? (What Planet Are You From?)
- 2000: JAG – Im Auftrag der Ehre (JAG) (1 Folge)
- 2000: Ally McBeal (1 Folge)
- 2000–2001: Frauenpower (Family Law) (3 Folgen)
- 2001: Dharma & Greg (1 Folge)
- 2001–2002: Lizzie McGuire (3 Folgen)
- 2003: Friends (3 Folgen)
- 2003: Die himmlische Joan (Joan of Arcadia) (1 Folge)
- 2004: Meine wilden Töchter (8 Simple Rules… for Dating My Teenage Daughter / 8 Simple Rules) (1 Folge)
- 2004: Wie überleben wir Weihnachten? (Surviving Christmas)
- 2005: Fußballfieber – Elfmeter für Daddy (Kicking & Screaming)
- 2005–2007: American Dad (American Dad!) (2 Folgen)
- 2005–2009: Scrubs – Die Anfänger (Scrubs) (5 Folgen)
- 2006: Raven blickt durch (That's So Raven) (1 Folge)
- 2006: The Minor Accomplishments of Jackie Woodman (1 Folge)
- 2007: Disney Channel Games (2006–2007)
- 2007: Kim Possible (2 Folgen)
- 2007: Brothers & Sisters (1 Folge)
- 2007: How I Met Your Mother (Folge 3x07 Spurensicherung)
- 2009: Die Zauberer vom Waverly Place (1 Folge)
- 2009: Hannah Montana (1 Folge)
- 2011: Raising Hope (2 Folgen)
- 2015: Jessie (1 Folge)
- 2015: Undateable (1 Folge)
- 2016: Angel From Hell (2 Folgen)
- 2021: Head of the Class (1 Folge)

### Als Regisseur
- 2007: Hotel Zack & Cody (1 Episode)
- 2008–2011: Zack & Cody an Bord (9 Episoden)
- 2011–2015: Jessie (8 Episoden)
- 2011–2013: Meine Schwester Charlie (11 Episoden)
- 2011–2014: A.N.T.: Achtung Natur-Talente (5 Episoden)
- 2012: Austin & Ally (2 Episoden)
- 2012: Karate-Chaoten (1 Episode)
- 2012–2014: Mike & Molly (22 Episoden)
- 2013–2014: 2 Broke Girls (11 Episoden)
- 2013–2014: Sullivan & Son (4 Episoden)
- 2013: Malibu Country (2 Episoden)
- 2013: The Soul Man (2 Episoden)
- 2013: Melissa & Joey (1 Episode)
- 2014: Friends with Better Lives (3 Episoden)
- 2014: The Millers (1 Episode)
- 2014: Ground Floor (3 Episoden)
- 2014–2016: Undateable (21 Episoden)
- 2014–2016: Young & Hungry (6 Episoden)
- 2015–2017: Odd Couple (11 Episoden)
- 2015: K.C. Undercover (1 Episode)
- 2015: The McCarthys (1 Episode)
- 2015: Mr. Robinson (1 Episode)
- 2015: Your Family or Mine (2 Episoden)
- 2015: Richie Rich (5 Episoden)
- 2015: Hot in Cleveland (1 Episode)
- 2016–2024: Camp Kikiwaka (14 Episoden)
- 2016–2017: Dr. Ken (10 Episoden)
- 2017: Fuller House (1 Episode)
- 2017: Man with a Plan (1 Episode)
- 2017–2018: Superior Donuts (7 Episoden)
- 2017–2018: Marlon (6 Episoden)
- 2017–2020: One Day at a Time (19 Episoden)
- 2018: Happy Together (4 Episoden)
- 2018: Angie Tribeca (1 Episode)
- 2018: All About the Washingtons (1 Episode)
- 2018–2019: The Cool Kids (4 Episoden)
- 2018–2019: Prinz von Peoria (2 Episoden)
- 2018–2020: Alexa und Katie (2 Episoden)
- 2019: Last Man Standing (1 Episode)
- 2019: Abby's (1 Episode)
- 2019: Nick für ungut (4 Episoden)
- 2019: Verrückt nach dir (2 Episoden)
- 2019: Carol's Second Act (1 Episode)
- 2019: Merry Happy Whatever (2 Episoden)

- 2019–2023: The Neighborhood (4 Episoden)
- 2019–2020: Mr. Iglesias (2 Episoden)
- 2020: The Big Show Show (3 Episoden)
- 2020: Indebted (7 Episoden)
- 2020: Team Kaylie (2 Episoden)
- 2020: Broke (2 Episoden)
- seit 2021: The Upshaws (4 Episoden)
- 2021–2023: iCarly (12 Episoden)
- 2021–2022: B Positive (5 Episoden)
- 2021: Head of the Class (9 Episoden)
- 2021: Pretty Smart (3 Episoden)
- 2021: Punky Brewster (1 Episode)
- 2022: How We Roll (2 Episoden)
- 2022–2023: Call Me Cat (8 Episoden)
- 2022–2023: Willkommen bei den echten Louds (2 Episoden)
- 2022–2023: How I Met Your Father (3 Episoden)
- 2022–2025: Lopez vs. Lopez (9 Episoden)
- 2023: American Auto (1 Episode)
- 2023: Frasier (1 Episode)
- 2024: Extended Family (1 Episode)
- 2024–2025: Night Court (6 Episoden)
- 2024–2025: Poppa's House (4 Episoden)

### Als Produzent
- seit 2021: iCarly
- 2021: Head of the Class

## Die deutschen Stimmen von Lewis’
In Hotel Zack & Cody sowie im Spin-off, Zack & Cody an Bord, wurde Phill Lewis von Norman Matt gesprochen. Ferner wurde seine Stimme auch schon einmal von Klaus-Dieter Klebsch synchronisiert.